# シャックス

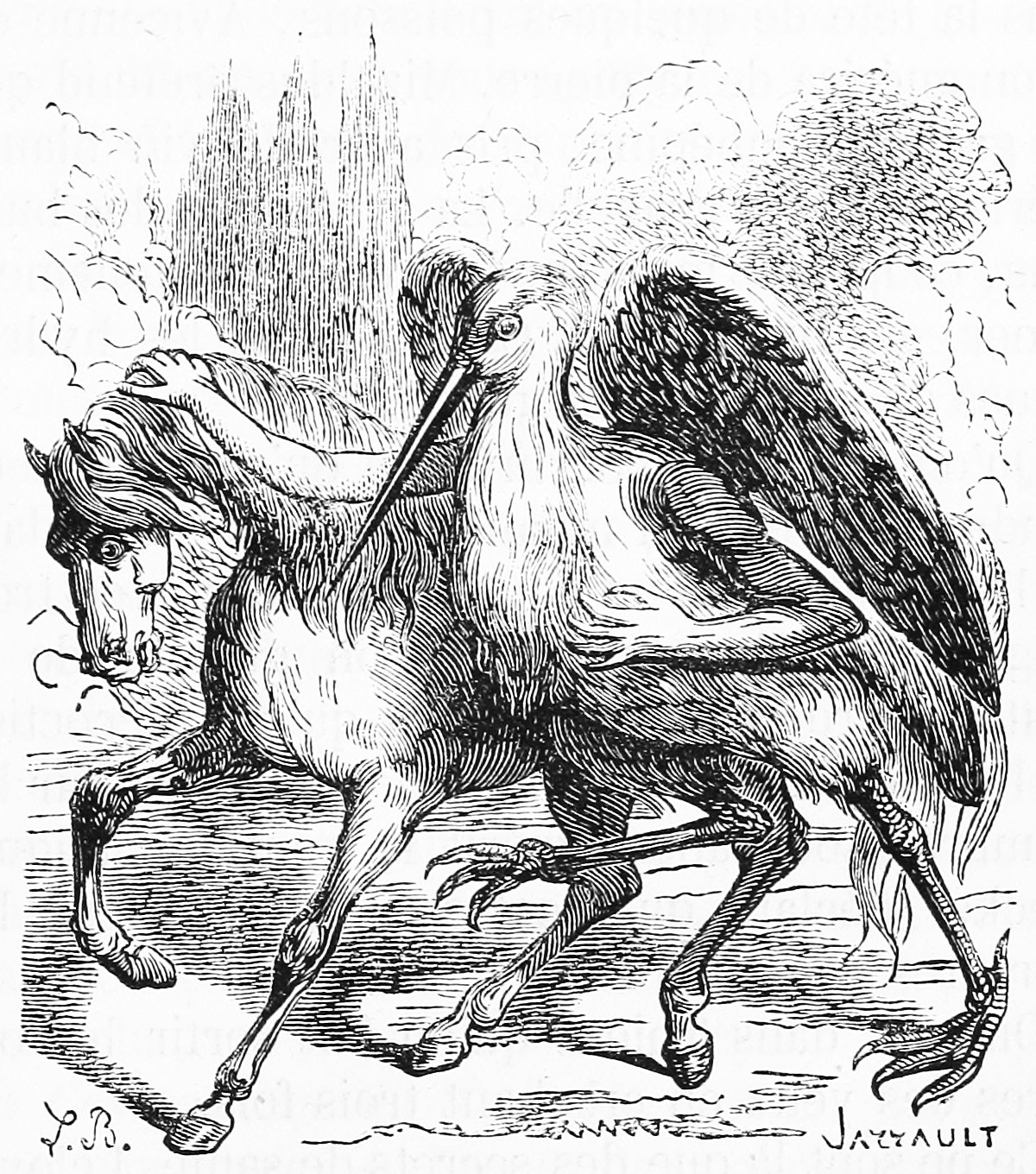
『地獄の辞典』でスコクス(Scox)あるいはシャクス(Chax)として描かれた挿絵

シャックスまたはシャクス（ShaxまたはChax）は、悪魔学における悪魔の1人。スコクス（Scox）、シャン（Shan）、シャス（Shass）、シャズ（Shaz）とも呼ばれる。

## 概説
『ゴエティア』によると、30の軍団を率いる序列44番の地獄の大侯爵である。ヨーハン・ヴァイヤーの『悪魔の偽王国』では、公爵にして大侯爵とされる。
召喚すると、しわがれているが繊細な声で話すコウノトリまたはヒメモリバトの姿で現れる。召喚者の命に応じて人の視覚・聴覚・理解力などの知覚を奪い去ったり、金や馬を盗み出す力を持ち、優れた使い魔も与えてくれる。また、神聖な事柄や悪魔たちが守っていない隠された財宝のことも教えてくれる。シャックスはあらゆる点において召喚者に忠実で従順であると約束するという。ただし、シャックスは魔法陣の三角形の中にいない限り嘘をつく。